# Annitella chomiacensis
Annitella chomiacensis är en nattsländeart som först beskrevs av Dziedzielewicz 1908.  Annitella chomiacensis ingår i släktet Annitella och familjen husmasknattsländor. Inga underarter finns listade i Catalogue of Life.